# Лайус, Лейда Рихардовна
Лейда Рихардовна Лайус (эст. Leida Laius; 26 марта 1923, деревня Хорошево, РСФСР, СССР — 6 апреля 1996, Таллин, Эстония) — советский и эстонский кинорежиссёр. Заслуженный деятель искусств Эстонской ССР (1979), народная артистка Эстонской ССР (1986). Лауреат Государственной премии СССР (1987).

## Биография
Родилась 26 марта 1923 года в деревне Хорошево Кингисеппского уезда СССР близ города Кингисеппа (бывший Ямбург Петроградской губернии Российской империи), мать происходила из Нарвы, из семьи достаточно богатых городских эстонцев, остальные родственники были из крестьян. Отец в конце 1930-х годов был раскулачен и расстрелян в концлагере.
Во время Великой Отечественной войны добровольцем вступила в РККА, член ВЛКСМ, сержант административной службы, служила в армейском полевом госпитале для легкораненых № 3826 22-й Армии, награждена медалями «За боевые заслуги» (1944), «За победу над Германией» (1945), а также Орденом Отечественной войны II степени (1985).
После освобождения Эстонии в 1944 году приехала в Таллин, в 1945—1947 годах была инспектором Министерства пищевой промышленности, в 1947—1949 годах — делопроизводителем Союза архитекторов, в 1950—1951 — инспектором Театрального отдела Правительства по делам искусств. В 1951 году окончила Государственный театральный институт Эстонской ССР. В 1951—1955 годах — актриса таллинского Эстонского государственного академического театра драмы им. В. Кингисеппа.
Затем поступила на режиссёрский факультет Всесоюзного государственного института кинематографии (ВГИК), режиссёрский факультет которого окончила в 1962 году — ученица мастерской А. Довженко и М. Чиаурели, хотя её курсовая работа «Никто никогда не умирает», согласно сохранившаяся в архиве ВГИКа стенограмме обсуждения, получила суровую критику Г. Козинцева. Позже успешно защитилась дипломной работой — короткометражкой «С вечера до утра», получила диплом с отличием.
На киностудии «Таллинфильм» семь художественных и пять документальных фильмов; Кроме того, в 1962—1966 годах была режиссёром дубляжа более 30 художественных и комедийных фильмов. Член Эстонского театрального союза (1951–1976) и Эстонского киносоюза (1962).
Её фильм «Родник в лесу» (1973) стал первым художественным фильмом Таллинской киностудии отмеченным премиями на Всесоюзном кинофестивале.
Член Союза кинематографистов Эстонской ССР с 1962 года, член КПСС с 1976 года.
В 1987 году стала лауреатом Государственной премии СССР за снятый совместно с режиссёром Арво Ихо фильм «Игры для детей школьного возраста», за который также была награждена призом UNICEF на Берлинском кинофестивале.
Умерла в 1996 году в Таллине, похоронена на кладбище Пярнамяэ.

## Награды
- 1979 — Заслуженный деятель искусств Эстонской ССР.
- 1986 — Народная артистка Эстонской ССР.

## Фильмография
Режиссёр художественных фильмов киностудии «Таллинфильм»:
- 1962 — С вечера до утра / Ohtust hommikuni (к/м)
- 1965 — Молочник из Мяэкюла / Mäeküla piimamees
- 1968 — Лесная легенда / Libahunt
- 1973 — Родник в лесу / Ukuaru
- 1979 — Хозяин Кырбоя / Kõrboja peremees
- 1985 — Игры для детей школьного возраста / Naerata ometi (совм. с Арво Ихо)
- 1989 — Украденное свидание / Varastatud kohtumine